# Șopârlița
Șopârlița est une commune roumaine située dans le județ d'Olt.